# E18 Album
E18 Album – debiutancki album zespołu Detektivbyrån, wydany przez japońską wytwórnię P-Vine. Może być także postrzegany jako składanka, ponieważ łączy w sobie wszystkie utwory z EP Hemvägen, singiel Lyckans Undulat oraz utwór "Laka-Koffa" z Hemstad.
Nazwa zespołu odnosi się prawdopodobnie do trasy europejskiej E18, przy której znajdują się rodzinne miasta członków zespołu.

## Lista utworów
1. "E18" - 3:29
2. "Hemvägen" - 4:03
3. "Nattöppet" - 3:20
4. "Monster" - 2:49
5. "Dansbanan" - 3:49
6. "Granmon" - 2:19
7. "Vänerhavet" - 4:06
8. "Lyckans Undulat" - 2:52
9. "Hem Ljuva Hem" - 2:15
10. "Home Sweet Home" - 1:23
11. "Laka-Koffa" - 6:14